# Ipomoea ternifolia
Ipomoea ternifolia är en vindeväxtart som beskrevs av Antonio José Cavanilles. Ipomoea ternifolia ingår i släktet praktvindor, och familjen vindeväxter.

## Underarter
Arten delas in i följande underarter:
- I. t. leptotoma
- I. t. valida